# Luetkea pectinata
Luetkea pectinata là loài thực vật có hoa trong họ Hoa hồng. Loài này được (Pursh) Kuntze mô tả khoa học đầu tiên năm 1891.

## Hình ảnh

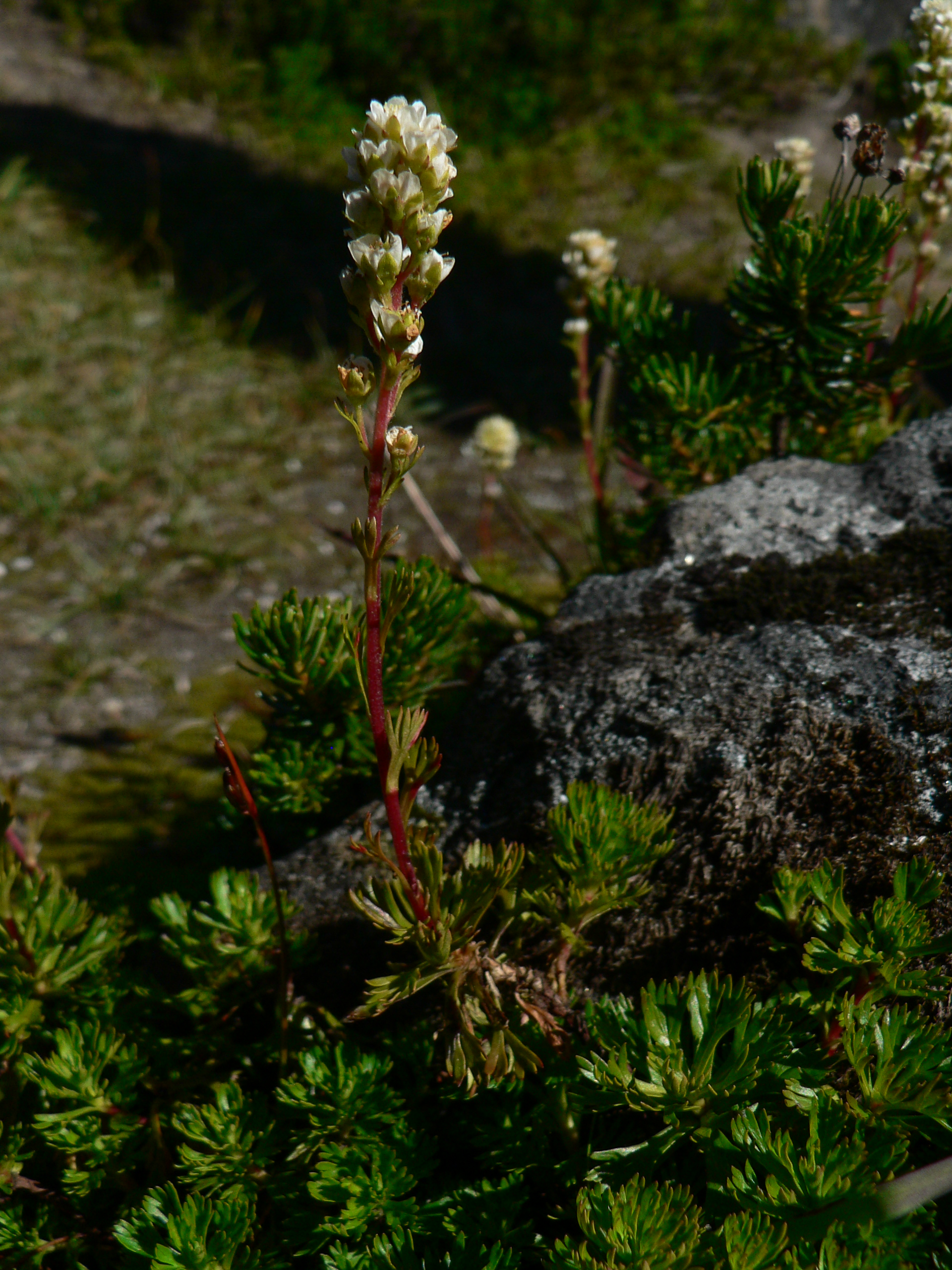
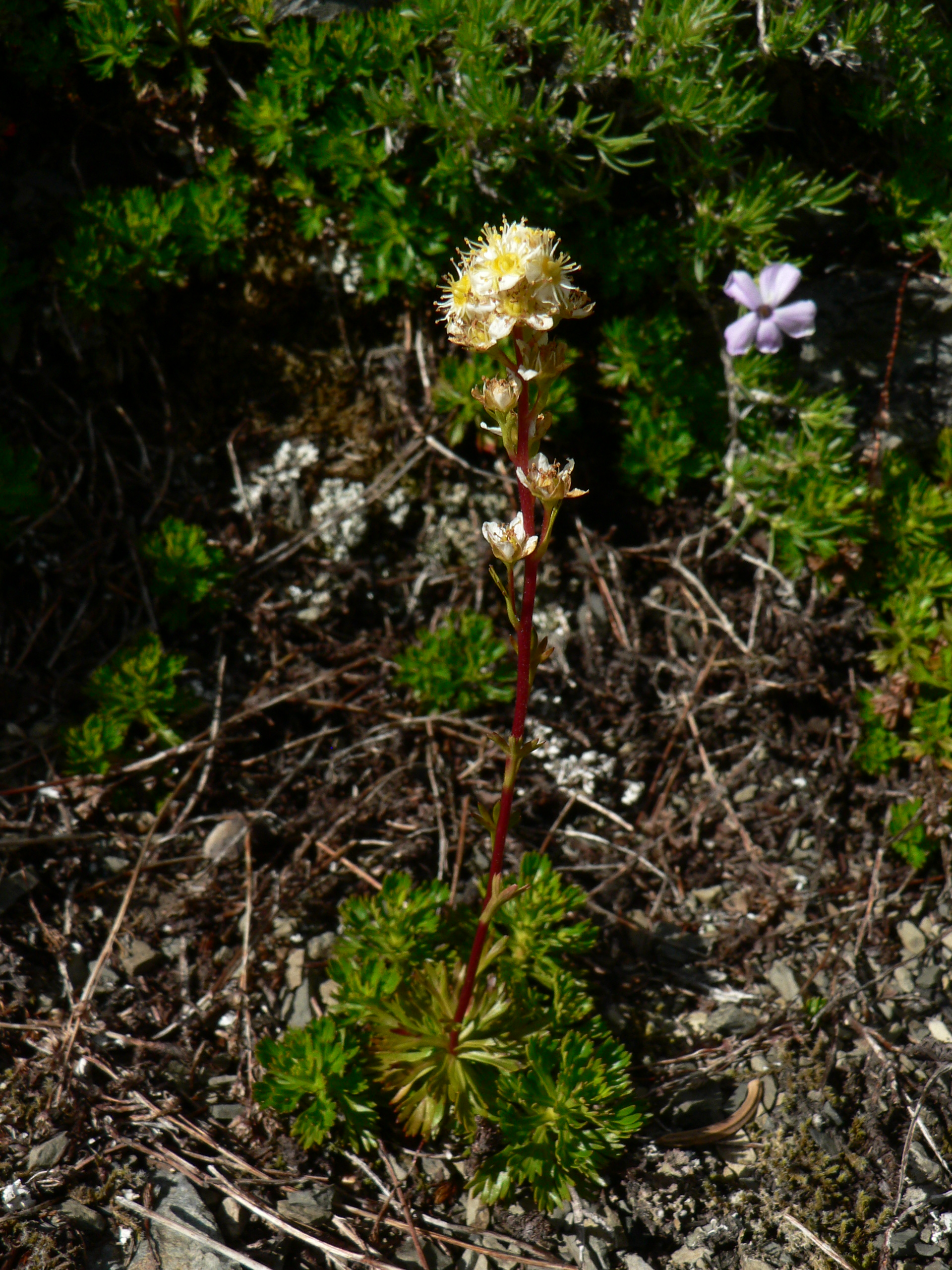
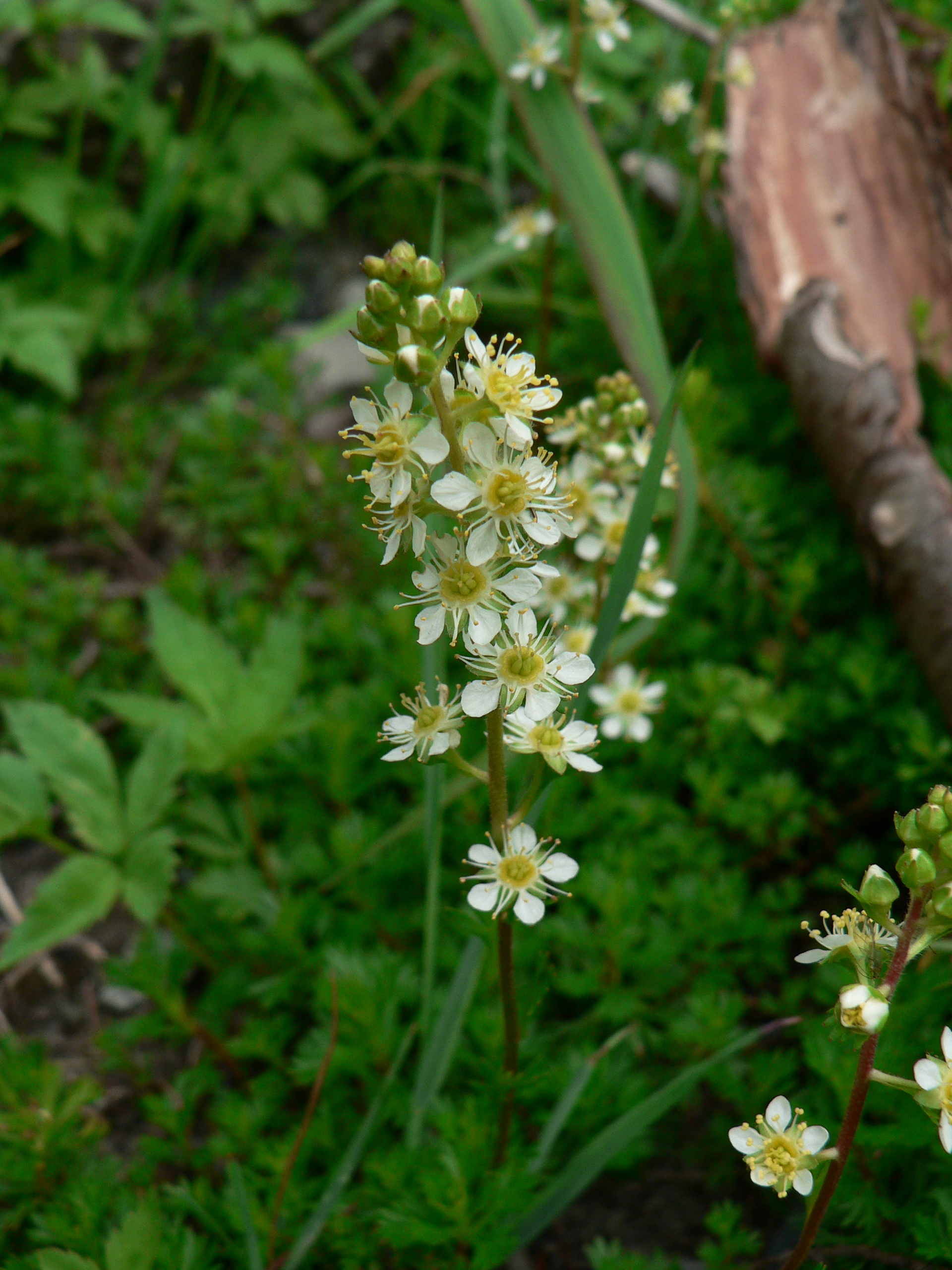
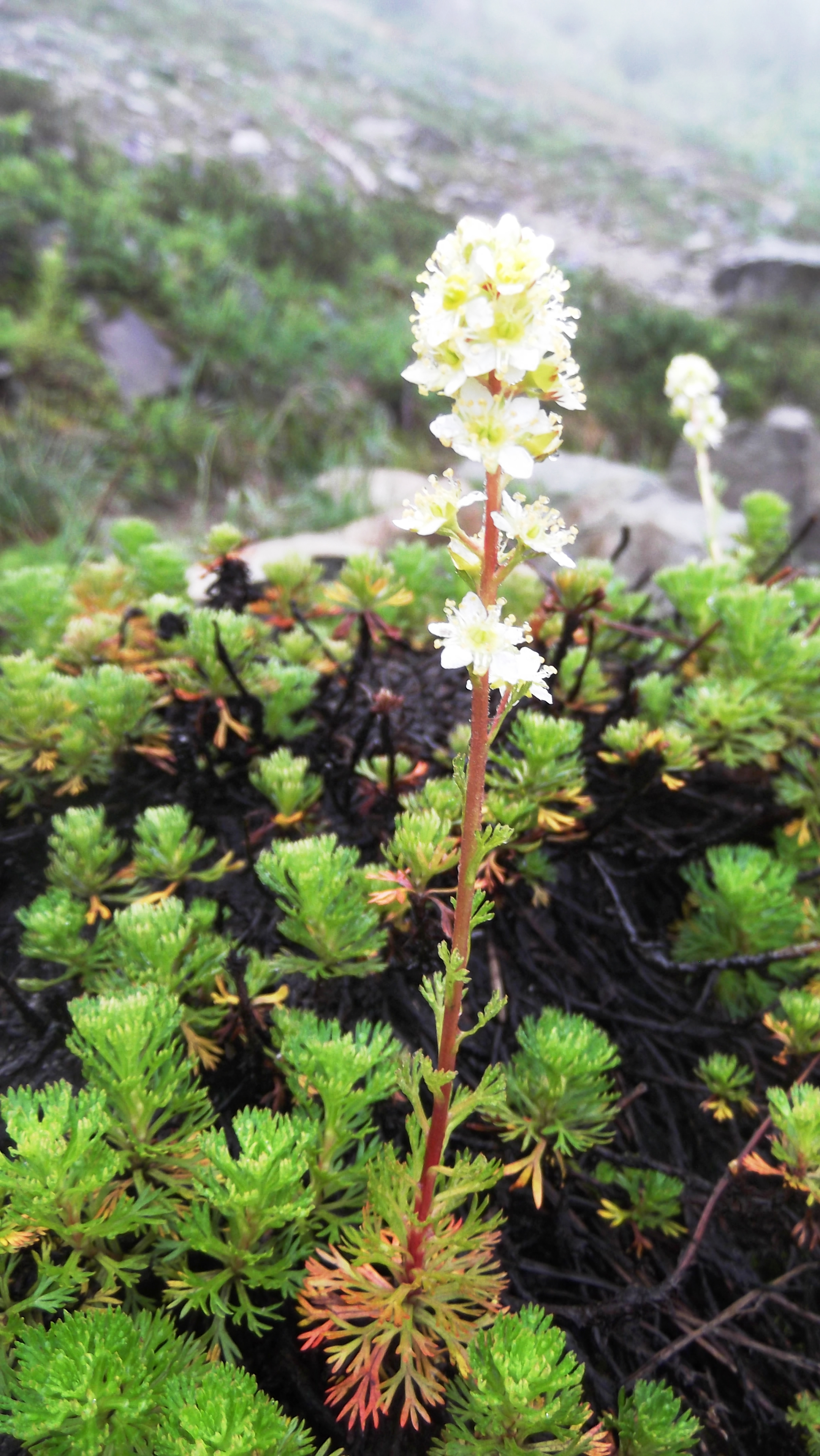